# Zap (Dacota do Norte)
Zap é uma cidade localizada no estado norte-americano de Dacota do Norte, no Condado de Mercer.

## Demografia
Segundo o censo norte-americano de 2000, a sua população era de 231 habitantes.
Em 2006, foi estimada uma população de 215, um decréscimo de 16 (-6.9%).

## Geografia
De acordo com o United States Census Bureau tem uma área de
2,7 km², dos quais 2,7 km² cobertos por terra e 0,0 km² cobertos por água. Zap localiza-se a aproximadamente 563 m acima do nível do mar.

## Localidades na vizinhança
O diagrama seguinte representa as localidades num raio de 32 km ao redor de Zap.